# Grünlinden
Grünlinden ist ein Gemeindeteil der Kreisstadt Kronach im Landkreis Kronach (Oberfranken, Bayern).

## Geographie
Grünlinden besteht aus zwei Einzelsiedlungen, die sich in Hanglage westlich des Fischbachs befinden. Anliegerwege führen nach Tauschendorf zur Kreisstraße KC 12 (0,8 km nordöstlich) und nach Staibra (0,3 km südwestlich).

## Geschichte
Gegen Ende des 18. Jahrhunderts gab es in Grünlinden 6 Anwesen. Das Hochgericht übte das bambergische Centamt Stadtsteinach aus. Grundherren waren der Langheimer Amtshof (2 Güter, 3 halbe Güter), das Rittergut Fischbach (1 Tropfgütlein) und das Seniorat v. Guttenberg (1 Gütlein, zu der Zeit unbewohnt).
Mit dem Gemeindeedikt wurde Grünlinden dem 1808 gebildeten Steuerdistrikt Fischbach und der 1818 gebildeten Ruralgemeinde Wötzelsdorf zugewiesen. Am 1. Januar 1972 wurde Grünlinden im Zuge der Gebietsreform in Bayern in die Gemeinde Fischbach eingegliedert, die ihrerseits am 1. Mai 1978 nach Kronach eingemeindet wurde.

### Einwohnerentwicklung
| Jahr      | 001818 | 001861 | 001871 | 001885 | 001900 | 001925 | 001950 | 001961 | 001970 | 001987 | 002024 |
| Einwohner |        | 13     | 17     | 16     | 14     | 10     | 12     | 7      | 6      | 2      | 6      |
| Häuser    | 2      |        |        | 2      | 3      | 2      | 2      | 2      | 2      | 2      | 2      |
| Quelle    | [ 5 ]  | [ 7 ]  | [ 8 ]  | [ 9 ]  | [ 10 ] | [ 11 ] | [ 12 ] | [ 13 ] | [ 14 ] | [ 1 ]  |        |

## Religion
Der Ort ist evangelisch-lutherisch geprägt und nach St. Jakobus (Fischbach) gepfarrt.